# Караидель
Караиде́ль (баш. МФА: Ҡариҙело файле) — село, административный центр Караидельского района и Караидельского сельсовета Республики Башкортостан.

## Этимология
Название поселения происходит от башкирского названия реки Уфимки — Караидель, которая переводится с тюркских языков как «черная река», где кара — «черный» и идель — «река».

## Географическое положение
Расположено около реки Уфы (приток Белой), на берегу Павловского водохранилища, в 219 км к северо-востоку от города Уфы.

## История
В 1932 году Постановлением ВЦИК был образован новый Караидельский район с административным центром в селении Усть-Багазы. Тем же постановлением селение Усть-Багазы переименовано в Караидель (Журнал заседания Президиума Центрального Исполнительного Комитета Башкирской А.С.С.Р : протокол. 1932 г., № 36. - 1932. - 8 с.)
31 августа 1956 года Указом Президиума Верховного Совета РСФСР центром Байкибашевского района было установлено село Караидель, в связи с этим Байкибашевский район был переименован в Караидельский.

## Население
| 1939 | 1959  | 1970  | 1979  | 1989  | 2002  | 2009  | 2010  | 2021  |
| ---- | ----- | ----- | ----- | ----- | ----- | ----- | ----- | ----- |
| 1795 | ↗2752 | ↗3105 | ↗4186 | ↘4119 | ↗5174 | ↗6040 | ↘5980 | ↗6170 |

Национальный состав
Согласно переписи 2002 года, преобладающие национальности — башкиры (49 %), татары (26 %).
Согласно переписи 2020 года, преобладающие национальности — башкиры (47,4 %), татары (30,7 %), русские (18,2 %).

## Религия
Мечети
- Мечеть Ахмат

Православные храмы
- Храм Святого Апостола Иоанна Богослова

## Известные уроженцы
- Алимов, Владимир Ришадович (род. 6 декабря 1957) — российский лётчик, полковник, Герой Российской Федерации.
- Миргазямов, Марат Парисович (род. 26 февраля 1942) — советский государственный и партийный деятель, Председатель Совета Министров Башкирской АССР в 1986—1992 гг.